# Poya (Nieuw-Caledonië)
Poya is een gemeente in Nieuw-Caledonië en telt 3.036 inwoners (2014). De oppervlakte bedraagt 845,8 km², de bevolkingsdichtheid is 3,6 inwoners per km².
Het noordelijk deel van Poya ligt in de Province Nord, het zuidelijk deel van Poya ligt in de Province Sud.